# OR5B2
OR5B2 (англ. Olfactory receptor family 5 subfamily B member 2) – білок, який кодується однойменним геном, розташованим у людей на короткому плечі 11-ї хромосоми. Довжина поліпептидного ланцюга білка становить 309 амінокислот, а молекулярна маса — 34 568.
| 10         |  | 20         |  | 30         |  | 40         |  | 50         |
| ---------- |  | ---------- |  | ---------- |  | ---------- |  | ---------- |
| MENCTEVTKF |  | ILLGLTSVPE |  | LQIPLFILFT |  | FIYLLTLCGN |  | LGMMLLILMD |
| SCLHTPMYFF |  | LSNLSLVDFG |  | YSSAVTPKVM |  | AGFLRGDKVI |  | SYNACAVQMF |
| FFVALATVEN |  | YLLASMAYDR |  | YAAVCKPLHY |  | TTTMTASVGA |  | CLALGSYVCG |
| FLNASFHIGG |  | IFSLSFCKSN |  | LVHHFFCDVP |  | AVMALSCSDK |  | HTSEVILVFM |
| SSFNIFFVLL |  | VIFISYLFIF |  | ITILKMHSAK |  | GHQKALSTCA |  | SHFTAVSVFY |
| GTVIFIYLQP |  | SSSHSMDTDK |  | MASVFYAMII |  | PMLNPVVYSL |  | RNREVQNAFK |
| KVLRRQKFL  |  |            |  |            |  |            |  |            |

A: Аланін

C: Цистеїн

D: Аспарагінова кислота

E: Глутамінова кислота

F: Фенілаланін

G: Гліцин

H: Гістидин

I: Ізолейцин

K: Лізин

L: Лейцин

M: Метіонін

N: Аспарагін

P: Пролін

Q: Глутамін

R: Аргінін

S: Серин

T: Треонін

V: Валін

Кодований геном білок за функціями належить до рецепторів, g-білокспряжених рецепторів, білків внутрішньоклітинного сигналінгу. 
Локалізований у клітинній мембрані, мембрані.